# Anything For You
『Anything For You』（エニシング・フォー・ユー）は、BONNIE PINKの22枚目のシングル。2007年3月28日発売。発売元はワーナーミュージック・ジャパン。CDコードは初回限定盤がWPZL-30056/7、通常盤がWPCL-10399。

## 解説
- 前作から9ヶ月ぶりとなるシングル。前作に続いてBurning Chickenとタッグを組んでのプロデュース。
- 歌詞のなかで「白馬に乗った英雄～」の「英雄」の部分が「au」と聞こえるとの問いに対して、「ただの偶然、狙った訳ではない」との本人談。
- 初回限定盤には2006年8月3日に沖縄県中頭郡北谷町北前の安良波公園野外ステージで完全招待制で行なわれた野外ライブの模様が8曲収められたDVD付。
- カップリング曲はm-floとの共同名義でリリースされたシングルのリミックス・ヴァージョン。

## 収録曲

### CD
1. Anything For You （4:11）
（作詞・作曲：BONNIE PINK　編曲：Burning Chicken、BONNIE PINK）
au by KDDI 「ケータイの掟」CMソング
2. Love Song m-flo loves BONNIE PINK(UC a.k.a DJ UPPERCUT REMIX) （5:56）
（作詞・作曲・編曲：m-flo、BONNIE PINK　リミックス：UC a.k.a DJ UPPERCUT）
3. Anything For You（Instrumental）
（作曲：BONNIE PINK　編曲：Burning Chicken、BONNIE PINK）

### DVD
- 『BONNIE PINK "A Perfect Sky" Live in Okinawa』（2006.8.3 安良波公園 野外ステージ）

1. Ocean
2. Free
3. Cotton Candy
4. Tonight, the Night
5. Souldiers
6. Heaven's Kitchen
7. A Perfect Sky
8. Evil And Flowers
  - （ディレクター：松本剛）

## 収録アルバム
- 『Thinking Out Loud』（1.）
- 『COSMICOLOR』/m-flo（2.-オリジナル・ヴァージョンを収録）
- 『electriCOLOR -COMPLETE REMIX-』/m-flo（2.-別リミックス・ヴァージョンを収録）
- 『Award SuperNova -Loves Best-』/m-flo（2.-オリジナル・ヴァージョンを収録）
- 『MF10 -10th ANNIVERSARY BEST-』/m-flo（2.-オリジナル・ヴァージョンを収録）